# Danh sách Thủ tướng Trung Hoa Dân quốc
Chức vụ người đứng đầu cơ quan hành pháp (danh xưng thông dụng trong tiếng Việt là Thủ tướng) của chính quyền Trung Hoa Dân Quốc trong lịch sử từng có vài lần thay đổi danh xưng.
| Giai đoạn            | Tiếng Trung   | Phiên âm Hán-Việt            | Tiếng Quan thoại Bính âm | Tiếng Phúc Kiến Pe̍h-ōe-jī  | Tiếng Khách Gia Pha̍k-fa-sṳ |
| -------------------- | ------------- | ---------------------------- | ------------------------ | -------------------------- | -------------------------- |
| 1912–1914, 1916–1928 | 國務總理      | Quốc vụ Tổng lý              | Guówù Zŏnglĭ             | Kok-bū Chóng-lí            | Koet-vu Chúng-lî           |
| 1914–1916            | 政事堂 國務卿 | Chính sự đường Quốc vụ khanh | Zhèngshìtáng Guówùqīng   | Chèng-sū-tông Kok-bū-khing | Chṳn-sṳ-thòng Koet-vu-khîn |
| 1928–nay             | 行政院 院長   | Hành chính viện Viện trưởng  | Xíngzhèng Yuàn Yuànzhǎng | Hêng-chèng Īⁿ Īⁿ-tiúⁿ      | Hàng-chṳn Yen Yen-tshòng   |

Bên cạnh đó, từ khi thành lập đến năm 1949, chính quyền Trung Hoa Dân Quốc kiểm soát Trung Quốc đại lục cũng như các đảo ngoài khơi, nên được xem là chính quyền Trung Quốc chính thức. Từ sau 1949, chính quyền Trung Hoa Dân Quốc từ năm 1949 chỉ còn kiểm soát được Đài Loan và các đảo lân cận, vì vậy chỉ được xem như là chính quyền của vùng lãnh thổ Đài Loan. Trong các tài liệu tiếng Việt, chức vụ đứng đầu hành pháp của Trung Hoa Dân Quốc từ năm 1912 đến 1949 được gọi với danh xưng Thủ tướng Trung Quốc, còn từ 1949 trở đi thường gọi là Thủ tướng Đài Loan.
Chức vụ đứng đầu cơ quan hành chính Trung Hoa Dân Quốc về nguyên tắc được bổ nhiệm bởi Nguyên thủ quốc gia Trung Hoa Dân Quốc. Tuy nhiên, trong thời kỳ đầu của chính quyền Dân Quốc, một số thủ tướng thậm chí còn nắm giữ những quyền lựa còn mạnh hơn các tổng thống. Một số tổng thống thậm chí còn chính các thủ tướng mà họ bổ nhiệm trục xuất khỏi chức vị.
Danh sách dưới đây liệt kê tất cả các cá nhân từng giữ chức vụ đứng đầu cơ quan hành pháp trong chính quyền Trung Hoa Dân Quốc theo từng thời kỳ lịch sử

## Danh sách
Không Đảng phái
      Quân phiệt
      Tiến bộ Đảng
      Giao thông hệ
      Quốc dân Đảng
      Dân tiến Đảng

### Thời kỳChính phủ Bắc Dương(1912–1928)
Theo Hiến pháp lâm thời của Trung Hoa Dân Quốc, được thông qua vào năm 1912, nhà lãnh đạo của Đảng đa số hoặc liên minh đa số nên được tổng thống bổ nhiệm làm thủ tướng.
| № | HÌnh ảnh                                                                   | Họ tên                                                                     | Nhiệm kỳ                                                                   | Nhiệm kỳ                                                                   | Tại nhiệm                                                                  | Đảng phái                                                                  | Nguyên thủ                  | Nguyên thủ                           |                                      |
| Quốc vụ Tổng lý (1912-1914)                                                                                                | Quốc vụ Tổng lý (1912-1914)                                                | Quốc vụ Tổng lý (1912-1914)                                                | Quốc vụ Tổng lý (1912-1914)                                                | Quốc vụ Tổng lý (1912-1914)                                                | Quốc vụ Tổng lý (1912-1914)                                                | Quốc vụ Tổng lý (1912-1914)                                                | Quốc vụ Tổng lý (1912-1914) | Quốc vụ Tổng lý (1912-1914)          |                                      |
| --- | -------------------------------------------------------------------------- | -------------------------------------------------------------------------- | -------------------------------------------------------------------------- | -------------------------------------------------------------------------- | -------------------------------------------------------------------------- | -------------------------------------------------------------------------- | --------------------------- | ------------------------------------ | ------------------------------------ |
| 1 |                                                                            | Đường Thiệu Nghi 唐紹儀                                                    | 13 tháng 3, 1912                                                           | 27 tháng 6, 1912                                                           | 106 ngày                                                                   | Không Đảng phái                                                            |                             | Viên Thế Khải                        |                                      |
| 2 |                                                                            | Lục Trưng Tường (Pierre-Célestin Lou) 陸徵祥                               | 29 tháng 6, 1912                                                           | 22 tháng 9, 1912                                                           | 85 ngày                                                                    | Không Đảng phái                                                            |                             | Viên Thế Khải                        |                                      |
| 3 |                                                                            | Triệu Bỉnh Quân 趙秉鈞                                                     | 25 tháng 9, 1912                                                           | 16 tháng 7, 1913                                                           | 294 ngày                                                                   | Không Đảng phái                                                            |                             | Viên Thế Khải                        |                                      |
| — |                                                                            | Đoàn Kỳ Thụy 段祺瑞 tạm quyền                                              | 19 tháng 7 năm 1913                                                        | 31 tháng 7 năm 1913                                                        | 12 ngày                                                                    | Bắc Dương quân                                                             |                             | Viên Thế Khải                        |                                      |
| 4 |                                                                            | Hùng Hy Linh 熊希齡                                                        | 31 tháng 7, 1913                                                           | 12 tháng 2, 1914                                                           | 196 ngày                                                                   | Không Đảng phái                                                            |                             | Viên Thế Khải                        |                                      |
| — |                                                                            | Tôn Bảo Kỳ 孫寶琦 tạm quyền                                                | 12 tháng 2, 1914                                                           | 1 tháng 5, 1914                                                            | 78 ngày                                                                    | Không Đảng phái                                                            |                             | Viên Thế Khải                        |                                      |
| Chính sự đường Quốc vụ khanh (1914-1916)                                                                                   |                                                                            |                                                                            |                                                                            |                                                                            |                                                                            |                                                                            |                             |                                      |                                      |
| 5 |                                                                            | Từ Thế Xương 徐世昌                                                        | 1 tháng 5, 1914                                                            | 21 tháng 12, 1915                                                          | 1 năm, 234 ngày                                                            | Bắc Dương quân                                                             |                             | Viên Thế Khải                        |                                      |
| Lục Trưng Tường làm Chánh sự đường đại lý Quốc vụ khanh Đế quốc Trung Hoa từ 22 tháng 12 năm 1915 đến 22 tháng 3 năm 1916. |                                                                            |                                                                            |                                                                            |                                                                            |                                                                            |                                                                            |                             | Viên Thế Khải                        |                                      |
| 6 |                                                                            | Từ Thế Xương 徐世昌                                                        | 22 tháng 3, 1916                                                           | 22 tháng 4, 1916                                                           | 31 ngày                                                                    | Bắc Dương quân                                                             |                             | Viên Thế Khải                        |                                      |
| 7 |                                                                            | Đoàn Kỳ Thụy 段祺瑞                                                        | 22 tháng 4 năm 1916                                                        | 8 tháng 5 năm 1916                                                         | 16 ngày                                                                    | Hoản hệ                                                                    |                             | Lê Nguyên Hồng                       |                                      |
| Quốc vụ Tổng lý (1916-1928)                                                                                                |                                                                            |                                                                            |                                                                            |                                                                            |                                                                            |                                                                            |                             |                                      |                                      |
| 8 |                                                                            | Đoàn Kỳ Thụy 段祺瑞                                                        | 8 tháng 5, 1916                                                            | 29 tháng 6, 1916                                                           | 52 ngày                                                                    | Hoản hệ                                                                    |                             | Lê Nguyên Hồng                       |                                      |
| 8 | 29 tháng 6, 1916                                                           | Đoàn Kỳ Thụy 段祺瑞                                                        | 23 tháng 5, 1917                                                           |                                                                            | 52 ngày                                                                    | Hoản hệ                                                                    |                             | Lê Nguyên Hồng                       |                                      |
| — |                                                                            | Ngũ Đình Phương 伍廷芳 tạm quyền                                           | 23 tháng 5 năm 1917                                                        | 12 tháng 6 năm 1917                                                        | 20 ngày                                                                    | Không Đảng phái                                                            |                             | Lê Nguyên Hồng                       |                                      |
| — |                                                                            | Giang Triều Tông 江朝宗 tạm quyền                                          | 12 tháng 6, 1917                                                           | 24 tháng 6, 1917                                                           | 12 ngày                                                                    | Hoản hệ                                                                    |                             | Lê Nguyên Hồng                       |                                      |
| 9 |                                                                            | Lý Kinh Hy 李經羲                                                          | 25 tháng 6, 1917                                                           | 2 tháng 7, 1917                                                            | 7 ngày                                                                     | Không Đảng phái                                                            |                             | Lê Nguyên Hồng                       |                                      |
| Trương Huân làm Nội các Tổng lý Đại thần Đế quốc Đại Thanh (từ 1 tháng 7 năm 1917 đến 12 tháng 7 năm 1917)                 |                                                                            |                                                                            |                                                                            |                                                                            |                                                                            |                                                                            |                             |                                      |                                      |
| 10 |                                                                            | Đoàn Kỳ Thụy 段祺瑞                                                        | 14 tháng 7, 1917                                                           | 22 tháng 11, 1917                                                          | 131 ngày                                                                   | Hoản hệ                                                                    |                             | Phùng Quốc Chương (tạm quyền)        |                                      |
| — |                                                                            | Uông Đại Tiếp 汪大燮 tạm quyền                                             | 22 tháng 11, 1917                                                          | 30 tháng 11, 1917                                                          | 8 ngày                                                                     | Không Đảng phái                                                            |                             | Phùng Quốc Chương (tạm quyền)        |                                      |
| 11 |                                                                            | Vương Sĩ Trân 王士珍                                                       | 30 tháng 11, 1917                                                          | 23 tháng 3, 1918                                                           | 113 ngày                                                                   | Trực hệ                                                                    |                             | Phùng Quốc Chương (tạm quyền)        |                                      |
| 12 |                                                                            | Đoàn Kỳ Thụy 段祺瑞                                                        | 23 tháng 3, 1918                                                           | 10 tháng 10, 1918                                                          | 201 ngày                                                                   | Hoản hệ                                                                    |                             | Phùng Quốc Chương (tạm quyền)        |                                      |
| — |                                                                            | Tiền Năng Huấn 錢能訓                                                      | 10 tháng 10, 1918                                                          | 20 tháng 12, 1918                                                          | 71 ngày                                                                    | Không Đảng phái                                                            |                             | Từ Thế Xương                         |                                      |
| 13 | 20 tháng 12, 1918                                                          | Tiền Năng Huấn 錢能訓                                                      | 13 tháng 6, 1919                                                           | 175 ngày                                                                   |                                                                            | Không Đảng phái                                                            |                             | Từ Thế Xương                         |                                      |
| — |                                                                            | Cung Tâm Trạm 龔心湛 tạm quyền                                             | 13 tháng 6, 1919                                                           | 24 tháng 9, 1919                                                           | 103 ngày                                                                   | Không Đảng phái                                                            |                             | Từ Thế Xương                         |                                      |
| — |                                                                            | Cận Vân Bằng 靳雲鵬                                                        | 24 tháng 9, 1919                                                           | 5 tháng 11, 1919                                                           | 42 ngày                                                                    | Hoản hệ                                                                    |                             | Từ Thế Xương                         |                                      |
| 14 | 5 tháng 11, 1919                                                           | Cận Vân Bằng 靳雲鵬                                                        | 14 tháng 5, 1920                                                           | 191 ngày                                                                   |                                                                            | Hoản hệ                                                                    |                             | Từ Thế Xương                         |                                      |
| — |                                                                            | Tát Trấn Băng 薩鎮冰 tạm thời                                              | 2 tháng 7, 1920                                                            | 9 tháng 8, 1920                                                            | 38 ngày                                                                    | Không Đảng phái                                                            |                             | Từ Thế Xương                         |                                      |
| 15 |                                                                            | Cận Vân Bằng 靳雲鵬                                                        | 9 tháng 8, 1920                                                            | 14 tháng 5, 1921                                                           | 1 năm, 131 ngày                                                            | Hoản hệ                                                                    |                             | Từ Thế Xương                         |                                      |
| 15 | 14 tháng 5, 1921                                                           | Cận Vân Bằng 靳雲鵬                                                        | 18 tháng 12, 1921                                                          |                                                                            | 1 năm, 131 ngày                                                            | Hoản hệ                                                                    |                             | Từ Thế Xương                         |                                      |
| — |                                                                            | Nhan Huệ Khanh (W.W. Yan) 顏惠慶 tạm quyền                                 | 18 tháng 12, 1921                                                          | 24 tháng 12, 1921                                                          | 6 ngày                                                                     | Không Đảng phái                                                            |                             | Từ Thế Xương                         |                                      |
| 16 |                                                                            | Lương Sĩ Di 梁士詒                                                         | 24 tháng 12, 1921                                                          | 8 tháng 4, 1922                                                            | 105 ngày                                                                   | Giao thông hệ                                                              |                             | Từ Thế Xương                         |                                      |
| — |                                                                            | Chu Tự Tề 周自齊 tạm quyền                                                 | 8 tháng 4, 1922                                                            | 11 tháng 6, 1922                                                           | 65 ngày                                                                    | Giao thông hệ                                                              |                             | Từ Thế Xương                         |                                      |
| 17 |                                                                            | Nhan Huệ Khanh (W.W. Yan) 顏惠慶                                           | 12 tháng 6, 1922                                                           | 5 tháng 8, 1922                                                            | 54 ngày                                                                    | Không Đảng phái                                                            |                             | Lê Nguyên Hồng                       |                                      |
| 18 |                                                                            | Đường Thiệu Nghi 唐紹儀                                                    | 5 tháng 8, 1922                                                            | 19 tháng 9, 1922                                                           | 45 ngày                                                                    | Không Đảng phái                                                            |                             | Lê Nguyên Hồng                       |                                      |
| 19 |                                                                            | Vương Sủng Huệ 王寵惠                                                      | 19 tháng 9, 1922                                                           | 29 tháng 11, 1922                                                          | 71 ngày                                                                    | Không Đảng phái                                                            |                             | Lê Nguyên Hồng                       |                                      |
| 20 |                                                                            | Uông Đại Tiếp 汪大燮                                                       | 29 tháng 11, 1922                                                          | 11 tháng 12, 1922                                                          | 12 ngày                                                                    | Không Đảng phái                                                            |                             | Lê Nguyên Hồng                       |                                      |
| — |                                                                            | Vương Chính Đình 王正廷 tạm quyền                                          | 11 tháng 12, 1922                                                          | 4 tháng 1, 1923                                                            | 24 ngày                                                                    | Không Đảng phái                                                            |                             | Lê Nguyên Hồng                       |                                      |
| 21 |                                                                            | Trương Thiệu Tăng 張紹曾                                                   | 4 tháng 1, 1923                                                            | 13 tháng 6, 1923                                                           | 160 ngày                                                                   | Không Đảng phái                                                            |                             | Lê Nguyên Hồng                       |                                      |
| — |                                                                            | Cao Lăng Úy 高凌霨 tạm quyền                                               | 14 tháng 6, 1923                                                           | 12 tháng 10, 1923                                                          | 212 ngày                                                                   | Trực hệ                                                                    |                             | Lê Nguyên Hồng                       |                                      |
| — | 12 tháng 10, 1923                                                          | Cao Lăng Úy 高凌霨 tạm quyền                                               | 12 tháng 1, 1924                                                           |                                                                            | 212 ngày                                                                   | Trực hệ                                                                    | Tào Côn                     |                                      |                                      |
| 22 |                                                                            | Tôn Bảo Kỳ 孫寶琦                                                          | 12 tháng 1, 1924                                                           | 2 tháng 7, 1924                                                            | 172 ngày                                                                   | Không Đảng phái                                                            | Tào Côn                     |                                      |                                      |
| — |                                                                            | Cố Duy Quân 顧維鈞 tạm quyền                                               | 2 tháng 7 năm 1924                                                         | 14 tháng 9 năm 1924                                                        | 74 ngày                                                                    | Phi Đảng phái                                                              | Tào Côn                     |                                      |                                      |
| 23 |                                                                            | Nhan Huệ Khanh (W.W. Yan) 顏惠慶                                           | 14 tháng 9, 1924                                                           | 31 tháng 10, 1924                                                          | 47 ngày                                                                    | Không Đảng phái                                                            | Tào Côn                     |                                      |                                      |
| — |                                                                            | Hoàng Phu 黃郛 tạm quyền                                                   | 31 tháng 10 năm 1924                                                       | 24 tháng 11 năm 1924                                                       | 24 ngày                                                                    | Phi Đảng phái                                                              | Tào Côn                     |                                      |                                      |
| Chức vụ bị bãi bỏ ngày 25 tháng 11 năm 1924 đến ngày 26 tháng 12 năm 1925.                                                 | Chức vụ bị bãi bỏ ngày 25 tháng 11 năm 1924 đến ngày 26 tháng 12 năm 1925. | Chức vụ bị bãi bỏ ngày 25 tháng 11 năm 1924 đến ngày 26 tháng 12 năm 1925. | Chức vụ bị bãi bỏ ngày 25 tháng 11 năm 1924 đến ngày 26 tháng 12 năm 1925. | Chức vụ bị bãi bỏ ngày 25 tháng 11 năm 1924 đến ngày 26 tháng 12 năm 1925. | Chức vụ bị bãi bỏ ngày 25 tháng 11 năm 1924 đến ngày 26 tháng 12 năm 1925. | Chức vụ bị bãi bỏ ngày 25 tháng 11 năm 1924 đến ngày 26 tháng 12 năm 1925. |                             | Đoàn Kỳ Thụy                         |                                      |
| 24 |                                                                            | Hứa Thế Anh 許世英                                                         | 26 tháng 12, 1925                                                          | 4 tháng 3, 1926                                                            | 68 ngày                                                                    | Hoản hệ                                                                    |                             | Đoàn Kỳ Thụy                         |                                      |
| 25 |                                                                            | Giả Đức Diệu 賈德耀                                                        | 4 tháng 3, 1926                                                            | 20 tháng 4, 1926                                                           | 47 ngày                                                                    | Hoản hệ                                                                    |                             | Đoàn Kỳ Thụy                         |                                      |
| — |                                                                            | Hồ Duy Đức 胡惟德 tạm quyền                                                | 20 tháng 4, 1926                                                           | 13 tháng 5, 1926                                                           | 23 ngày                                                                    | Trực hệ                                                                    |                             | Quốc vụ Tổng lý giữ quyền Nguyên thủ | Quốc vụ Tổng lý giữ quyền Nguyên thủ |
| — |                                                                            | Nhan Huệ Khanh (W.W. Yan) 顏惠慶 tạm quyền                                 | 13 tháng 5, 1926                                                           | 22 tháng 6, 1926                                                           | 40 ngày                                                                    | Không Đảng phái                                                            |                             | Quốc vụ Tổng lý giữ quyền Nguyên thủ | Quốc vụ Tổng lý giữ quyền Nguyên thủ |
| — |                                                                            | Đỗ Tích Khuê 杜錫珪 tạm quyền                                              | 22 tháng 6, 1926                                                           | 1 tháng 10, 1926                                                           | 101 ngày                                                                   | Trực hệ                                                                    |                             | Quốc vụ Tổng lý giữ quyền Nguyên thủ | Quốc vụ Tổng lý giữ quyền Nguyên thủ |
| — |                                                                            | Cố Duy Quân 顧維鈞                                                         | 1 tháng 10, 1926                                                           | 11 tháng 1, 1927                                                           | 102 ngày                                                                   | Không Đảng phái                                                            |                             | Quốc vụ Tổng lý giữ quyền Nguyên thủ | Quốc vụ Tổng lý giữ quyền Nguyên thủ |
| 26 | 11 tháng 1, 1927                                                           | Cố Duy Quân 顧維鈞                                                         | 16 tháng 6, 1927                                                           | 156 ngày                                                                   |                                                                            | Không Đảng phái                                                            |                             | Quốc vụ Tổng lý giữ quyền Nguyên thủ | Quốc vụ Tổng lý giữ quyền Nguyên thủ |
| 27 |                                                                            | Phan Phúc 潘復                                                             | 20 tháng 6, 1927                                                           | 3 tháng 6, 1928                                                            | 349 ngày                                                                   | Không Đảng phái                                                            |                             | Trương Tác Lâm                       |                                      |

### Thời kỳChính phủ Quốc dân(1928-1948)
Sau khi kết thúc Chiến tranh Bắc phạt, Tưởng Giới Thạch đã thành lập Chính phủ Quốc dân ở Nam Kinh vào năm 1928. Chức vụ đứng đầu cơ quan hành pháp được gọi bằng danh xưng Hành chính viện Viện trưởng, nhằm thể hiện nguyên tắc Ngũ quyền hành pháp, nhần mạnh sự khác biệt giữa chính phủ của ông và chính phủ trước đó ở Bắc Kinh (sau đó đổi tên thành Bắc Bình). Chính phủ này chuyển đến Trùng Khánh trong Chiến tranh Trung-Nhật (1937-1945) và sau Nội chiến Trung Quốc đã chuyển đến Đài Bắc, nơi nó tồn tại đến ngày nay.
| №                                       | HÌnh ảnh                                | Họ tên                                    | Nhiệm kỳ                                | Nhiệm kỳ                                | Tại nhiệm                               | Đảng phái                               | Chủ tịch Chính phủ Quốc dân             | Chủ tịch Chính phủ Quốc dân             |
| Hành chính viện Viện trưởng (1928-1948) | Hành chính viện Viện trưởng (1928-1948) | Hành chính viện Viện trưởng (1928-1948)   | Hành chính viện Viện trưởng (1928-1948) | Hành chính viện Viện trưởng (1928-1948) | Hành chính viện Viện trưởng (1928-1948) | Hành chính viện Viện trưởng (1928-1948) | Hành chính viện Viện trưởng (1928-1948) | Hành chính viện Viện trưởng (1928-1948) |
| --------------------------------------- | --------------------------------------- | ----------------------------------------- | --------------------------------------- | --------------------------------------- | --------------------------------------- | --------------------------------------- | --------------------------------------- | --------------------------------------- |
| 1                                       |                                         | Đàm Diên Khải 譚延闓                      | 8 tháng 10, 1928                        | 22 tháng 9, 1930                        | 1 năm, 349 ngày                         | Quốc dân Đảng                           |                                         | Đàm Duyên Khải Lâm thời                 |
| 1                                       | Tưởng Giới Thạch                        | Đàm Diên Khải 譚延闓                      | 8 tháng 10, 1928                        | 22 tháng 9, 1930                        | 1 năm, 349 ngày                         | Quốc dân Đảng                           |                                         |                                         |
| —                                       |                                         | Tống Tử Văn (T.V. Soong) 宋子文 tạm quyền | 25 tháng 9, 1930                        | 18 tháng 11, 1930                       | 54 ngày                                 | Quốc dân Đảng                           |                                         |                                         |
| 2                                       |                                         | Tưởng Giới Thạch 蔣中正                   | 18 tháng 11, 1930                       | 15 tháng 12, 1931                       | 1 năm, 27 ngày                          | Quốc dân Đảng                           |                                         |                                         |
| —                                       |                                         | Trần Minh Xu 陳銘樞 tạm quyền             | 15 tháng 12, 1931                       | 28 tháng 12, 1931                       | 13 ngày                                 | Quốc dân Đảng                           |                                         | Lâm Sâm                                 |
| 3                                       |                                         | Tôn Khoa 孫科                             | 28 tháng 12, 1931                       | 28 tháng 1, 1932                        | 31 ngày                                 | Quốc dân Đảng                           |                                         | Lâm Sâm                                 |
| 4                                       |                                         | Uông Tinh Vệ 汪兆銘                       | 28 tháng 1, 1932                        | 1 tháng 12, 1935                        | 3 năm, 307 ngày                         | Quốc dân Đảng                           |                                         | Lâm Sâm                                 |
| (2)                                     |                                         | Tưởng Giới Thạch 蔣中正                   | 7 tháng 12 năm 1935                     | 1 tháng 1 năm 1938                      | 2 năm, 25 ngày                          | Quốc dân Đảng                           |                                         | Lâm Sâm                                 |
| 5                                       |                                         | Khổng Tường Hy (H.H. Kung) 孔祥熙         | 1 tháng 1, 1938                         | 25 tháng 11, 1939                       | 1 năm, 328 ngày                         | Quốc dân Đảng                           |                                         | Lâm Sâm                                 |
| (2)                                     |                                         | Tưởng Giới Thạch 蔣中正                   | 11 tháng 12, 1939                       | 31 tháng 5, 1945                        | 5 năm, 171 ngày                         | Quốc dân Đảng                           |                                         | Lâm Sâm                                 |
| (2)                                     | Tưởng Giới Thạch                        | Tưởng Giới Thạch 蔣中正                   | 11 tháng 12, 1939                       | 31 tháng 5, 1945                        | 5 năm, 171 ngày                         | Quốc dân Đảng                           |                                         |                                         |
| 6                                       |                                         | Tống Tử Văn (T.V. Soong) 宋子文           | 31 tháng 5 năm 1945                     | 1 tháng 3 năm 1947                      | 1 năm, 274 ngày                         | Quốc dân Đảng                           |                                         |                                         |
| —                                       |                                         | Tưởng Giới Thạch 蔣中正 tạm quyền         | 1 tháng 3, 1947                         | 23 tháng 4, 1947                        | 48 ngày                                 | Quốc dân Đảng                           |                                         |                                         |
| 7                                       |                                         | Trương Quần 張群                          | 23 tháng 4, 1947                        | 31 tháng 5, 1948                        | 2 năm, 0 ngày                           | Quốc dân Đảng                           |                                         |                                         |

### Thời kỳ Hiến pháp (1948–nay)
Năm 1948, Hiến pháp Trung Hoa Dân Quốc thành lập, chính thức xác lập cơ cấu chính quyền Trung Hoa Dân Quốc cho đến tận ngày nay.
| №                                      | HÌnh ảnh                               | Họ tên                                  | Nhiệm kỳ                               | Nhiệm kỳ                               | Tại nhiệm                              | Đảng phái                              | Tổng thống                             | Tổng thống                             |
| Hành chính viện Viện trưởng (1948-nay) | Hành chính viện Viện trưởng (1948-nay) | Hành chính viện Viện trưởng (1948-nay)  | Hành chính viện Viện trưởng (1948-nay) | Hành chính viện Viện trưởng (1948-nay) | Hành chính viện Viện trưởng (1948-nay) | Hành chính viện Viện trưởng (1948-nay) | Hành chính viện Viện trưởng (1948-nay) | Hành chính viện Viện trưởng (1948-nay) |
| -------------------------------------- | -------------------------------------- | --------------------------------------- | -------------------------------------- | -------------------------------------- | -------------------------------------- | -------------------------------------- | -------------------------------------- | -------------------------------------- |
| 1                                      |                                        | Ông Văn Hạo 翁文灝                      | 24 tháng 5, 1948                       | 26 tháng 11, 1948                      | 186 ngày                               | Quốc dân Đảng                          |                                        | Tưởng Giới Thạch                       |
| 2                                      |                                        | Tôn Khoa 孫科                           | 26 tháng 11, 1948                      | 12 tháng 3, 1949                       | 106 ngày                               | Quốc dân Đảng                          |                                        | Tưởng Giới Thạch                       |
| 3                                      |                                        | Hà Ứng Khâm 何應欽                      | 12 tháng 3, 1949                       | 3 tháng 6, 1949                        | 83 ngày                                | Quốc dân Đảng                          |                                        | Tưởng Giới Thạch                       |
| 3                                      | Lý Tông Nhân                           | Hà Ứng Khâm 何應欽                      | 12 tháng 3, 1949                       | 3 tháng 6, 1949                        | 83 ngày                                | Quốc dân Đảng                          |                                        |                                        |
| 4                                      |                                        | Diêm Tích Sơn 閻錫山                    | 3 tháng 6, 1949                        | 7 tháng 3, 1950                        | 277 ngày                               | Quốc dân Đảng                          |                                        |                                        |
| 4                                      | Tưởng Giới Thạch                       | Diêm Tích Sơn 閻錫山                    | 3 tháng 6, 1949                        | 7 tháng 3, 1950                        | 277 ngày                               | Quốc dân Đảng                          |                                        |                                        |
| 5                                      |                                        | Trần Thành 陳誠                         | 7 tháng 3, 1950                        | 7 tháng 6, 1954                        | 4 năm, 92 ngày                         | Quốc dân Đảng                          |                                        |                                        |
| 6                                      |                                        | Du Hồng Quân 俞鴻鈞                     | 7 tháng 6, 1954                        | 30 tháng 6, 1958                       | 4 năm, 23 ngày                         | Quốc dân Đảng                          |                                        |                                        |
| (5)                                    |                                        | Trần Thành 陳誠                         | 30 tháng 6, 1958                       | 1 tháng 7, 1963                        | 5 năm, 1 ngày                          | Quốc dân Đảng                          |                                        |                                        |
| 7                                      |                                        | Nghiêm Gia Cam (C. K. Yen) 嚴家淦       | 15 tháng 12, 1963                      | 29 tháng 5, 1972                       | 8 năm, 166 ngày                        | Quốc dân Đảng                          |                                        |                                        |
| 8                                      |                                        | Tưởng Kinh Quốc 蔣經國                  | 29 tháng 5, 1972                       | 19 tháng 5, 1978                       | 5 năm, 355 ngày                        | Quốc dân Đảng                          |                                        |                                        |
| 8                                      | Nghiêm Gia Cam                         | Tưởng Kinh Quốc 蔣經國                  | 29 tháng 5, 1972                       | 19 tháng 5, 1978                       | 5 năm, 355 ngày                        | Quốc dân Đảng                          |                                        |                                        |
| —                                      |                                        | Từ Khánh Chung 徐慶鐘 (tạm quyền)       | 19 tháng 5, 1978                       | 1 tháng 6, 1978                        | 13 ngày                                | Quốc dân Đảng                          |                                        |                                        |
| —                                      | Tưởng Kinh Quốc                        | Từ Khánh Chung 徐慶鐘 (tạm quyền)       | 19 tháng 5, 1978                       | 1 tháng 6, 1978                        | 13 ngày                                | Quốc dân Đảng                          |                                        |                                        |
| 9                                      |                                        | Tôn Vận Tuyền 孫運璿                    | 1 tháng 6, 1978                        | 20 tháng 5, 1984                       | 5 năm, 354 ngày                        | Quốc dân Đảng                          |                                        |                                        |
| 10                                     |                                        | Du Quốc Hoa 俞國華                      | 20 tháng 5, 1984                       | 21 tháng 5, 1989                       | 5 năm, 1 ngày                          | Quốc dân Đảng                          |                                        |                                        |
| 10                                     | Lý Đăng Huy                            | Du Quốc Hoa 俞國華                      | 20 tháng 5, 1984                       | 21 tháng 5, 1989                       | 5 năm, 1 ngày                          | Quốc dân Đảng                          |                                        |                                        |
| 11                                     |                                        | Lý Hoán 李煥                            | 21 tháng 5, 1989                       | 1 tháng 6, 1990                        | 1 năm, 11 ngày                         | Quốc dân Đảng                          |                                        |                                        |
| 12                                     |                                        | Hác Bách Thôn 郝柏村                    | 1 tháng 6, 1990                        | 10 tháng 2, 1993                       | 2 năm, 254 ngày                        | Quốc dân Đảng                          |                                        |                                        |
| 13                                     |                                        | Liên Chiến 連戰                         | 10 tháng 2, 1993                       | 1 tháng 9, 1997                        | 4 năm, 203 ngày                        | Quốc dân Đảng                          |                                        |                                        |
| 14                                     |                                        | Tiêu Vạn Trường (Vincent Siew) 蕭萬長   | 1 tháng 9, 1997                        | 20 tháng 5 năm 2000                    | 2 năm, 243 ngày                        | Quốc dân Đảng                          |                                        |                                        |
| 15                                     |                                        | Đường Phi 唐飛                          | 20 tháng 5 năm 2000                    | 6 tháng 10, 2000                       | 139 ngày                               | Quốc dân Đảng                          |                                        | Trần Thủy Biển                         |
| 16                                     |                                        | Trương Tuấn Hùng 張俊雄                 | 6 tháng 10, 2000                       | 1 tháng 2 năm 2002                     | 1 năm, 118 ngày                        | Dân tiến Đảng                          |                                        | Trần Thủy Biển                         |
| 17                                     |                                        | Du Tích Khôn 游錫堃                     | 1 tháng 2 năm 2002                     | 1 tháng 2 năm 2005                     | 3 năm, 0 ngày                          | Dân tiến Đảng                          |                                        | Trần Thủy Biển                         |
| 18                                     |                                        | Tạ Trường Đình (Frank Hsieh) 謝長廷     | 1 tháng 2 năm 2005                     | 25 tháng 1 năm 2006                    | 358 ngày                               | Dân tiến Đảng                          |                                        | Trần Thủy Biển                         |
| 19                                     |                                        | Tô Trinh Xương 蘇貞昌                   | 25 tháng 1 năm 2006                    | 21 tháng 5 năm 2007                    | 1 năm, 116 ngày                        | Dân tiến Đảng                          |                                        | Trần Thủy Biển                         |
| (16)                                   |                                        | Trương Tuấn Hùng 張俊雄                 | 21 tháng 5 năm 2007                    | 20 tháng 5 năm 2008                    | 365 ngày                               | Dân tiến Đảng                          |                                        | Trần Thủy Biển                         |
| 20                                     |                                        | Lưu Triệu Huyền 劉兆玄                  | 20 tháng 5 năm 2008                    | 10 tháng 9 năm 2009                    | 1 năm, 113 ngày                        | Quốc dân Đảng                          |                                        | Mã Anh Cửu                             |
| 21                                     |                                        | Ngô Đôn Nghĩa 吳敦義                    | 10 tháng 9 năm 2009                    | 6 tháng 2 năm 2012                     | 2 năm, 149 ngày                        | Quốc dân Đảng                          |                                        | Mã Anh Cửu                             |
| 22                                     |                                        | Trần Xung (Sean Chen) 陳冲              | 6 tháng 2 năm 2012                     | 18 tháng 2 năm 2013                    | 1 năm, 12 ngày                         | Quốc dân Đảng                          |                                        | Mã Anh Cửu                             |
| 23                                     |                                        | Giang Nghi Hoa 江宜樺                   | 18 tháng 2 năm 2013                    | 8 tháng 12 năm 2014                    | 1 năm, 293 ngày                        | Quốc dân Đảng                          |                                        | Mã Anh Cửu                             |
| 24                                     |                                        | Mao Trị Quốc 毛治國                     | 8 tháng 12 năm 2014                    | 1 tháng 2 năm 2016                     | 1 năm, 55 ngày                         | Quốc dân Đảng                          |                                        | Mã Anh Cửu                             |
| 25                                     |                                        | Trương Thiện Chính (Simon Chang) 張善政 | 1 tháng 2 năm 2016                     | 20 tháng 5 năm 2016                    | 109 ngày                               | Không Đảng phái                        |                                        | Mã Anh Cửu                             |
| 26                                     |                                        | Lâm Toàn 林全                           | 20 tháng 5 năm 2016                    | 8 tháng 9 năm 2017                     | 1 năm, 111 ngày                        | Không Đảng phái                        |                                        | Thái Anh Văn                           |
| 27                                     |                                        | Lại Thanh Đức (William Lai) 賴清德      | 8 tháng 9 năm 2017                     | 14 tháng 1 năm 2019                    | 1 năm, 128 ngày                        | Dân tiến Đảng                          |                                        | Thái Anh Văn                           |
| (19)                                   |                                        | Tô Trinh Xương 蘇貞昌                   | 14 tháng 1 năm 2019                    | nay                                    | 6 năm, 61 ngày                         | Dân tiến Đảng                          |                                        | Thái Anh Văn                           |